# La voce solitaria dell'uomo
La voce solitaria dell'uomo (in russo Одинокий голос человека?, Odinokiy golos cheloveka) è un film del 1987 diretto da Aleksandr Sokurov.
Si tratta del primo lungometraggio del regista russo Sokurov.